# Hormiguero

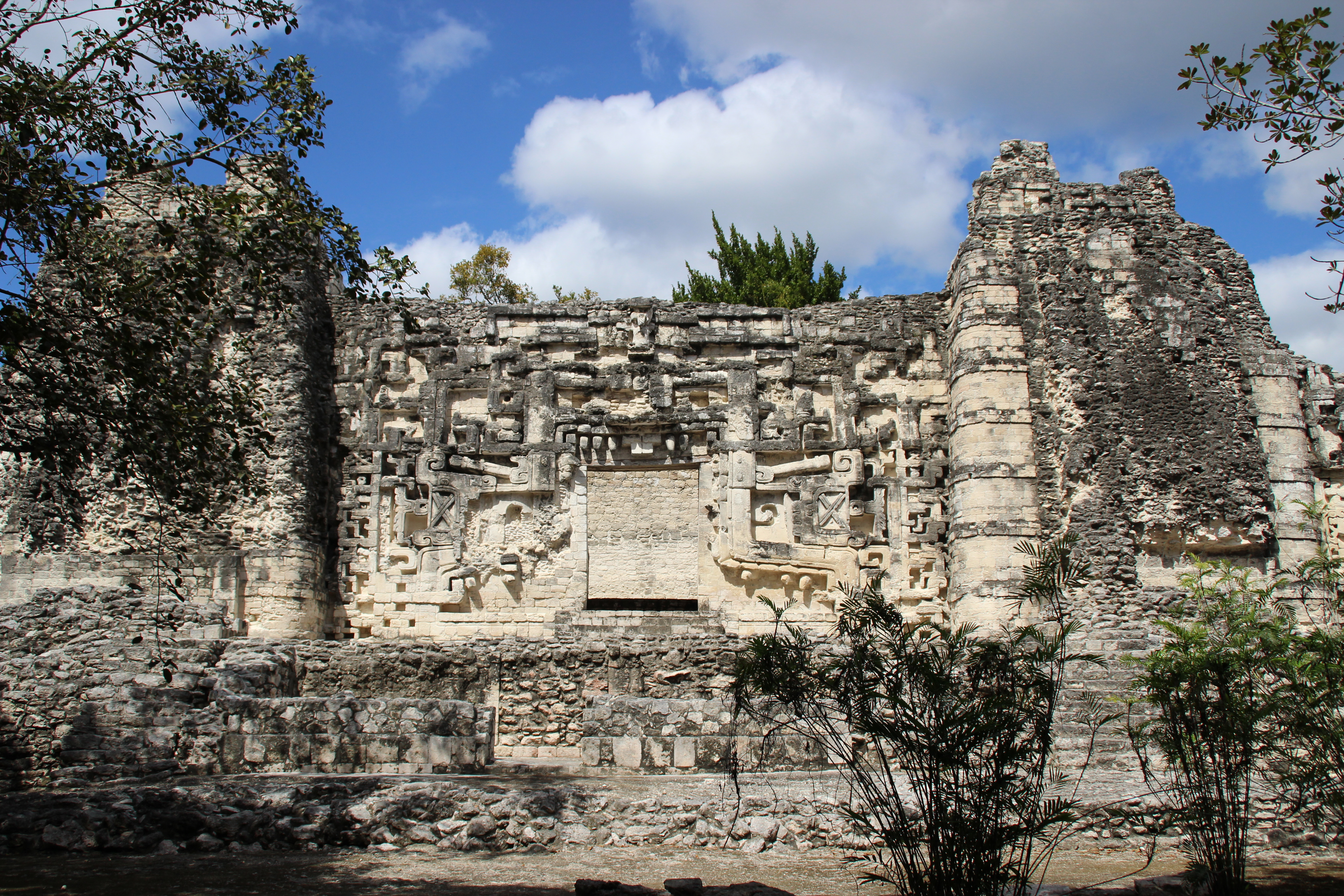
Hormiguero – Struktur II

Hormiguero („Ameisenhaufen“) ist der Name einer präkolumbischen Maya-Ruinenstätte im mexikanischen Bundesstaat Campeche. Sie ist durch den Stil geprägt, der nach der rund 60 km östlich gelegenen Ruinenzone Río Bec benannt ist.

## Lage
Die Maya-Stätte Hormiguero liegt im Buschwald des Biosphärenreservats Calakmul im Süden der Halbinsel Yucatán etwa 20 km (Fahrtstrecke) südwestlich von Xpuhil in einer Höhe von ca. 120 m. Nächstgelegene Großstadt ist das ca. 140 km östliche gelegene Chetumal.

## Geschichte
Die Maya-Stätte von Hormiguero wurde wahrscheinlich im 9. Jahrhundert verlassen. Sie war nur wenigen Kautschuk-Sammlern bekannt und wurde erstmals 1933 von den amerikanischen Archäologen Ruppert und Denison aufgesucht und detailliert beschrieben. Seit den späten 1970er Jahren wurden erste archäologische Grabungs- und Wiederherstellungsarbeiten durchgeführt.

## Architektur

### Gebäude II

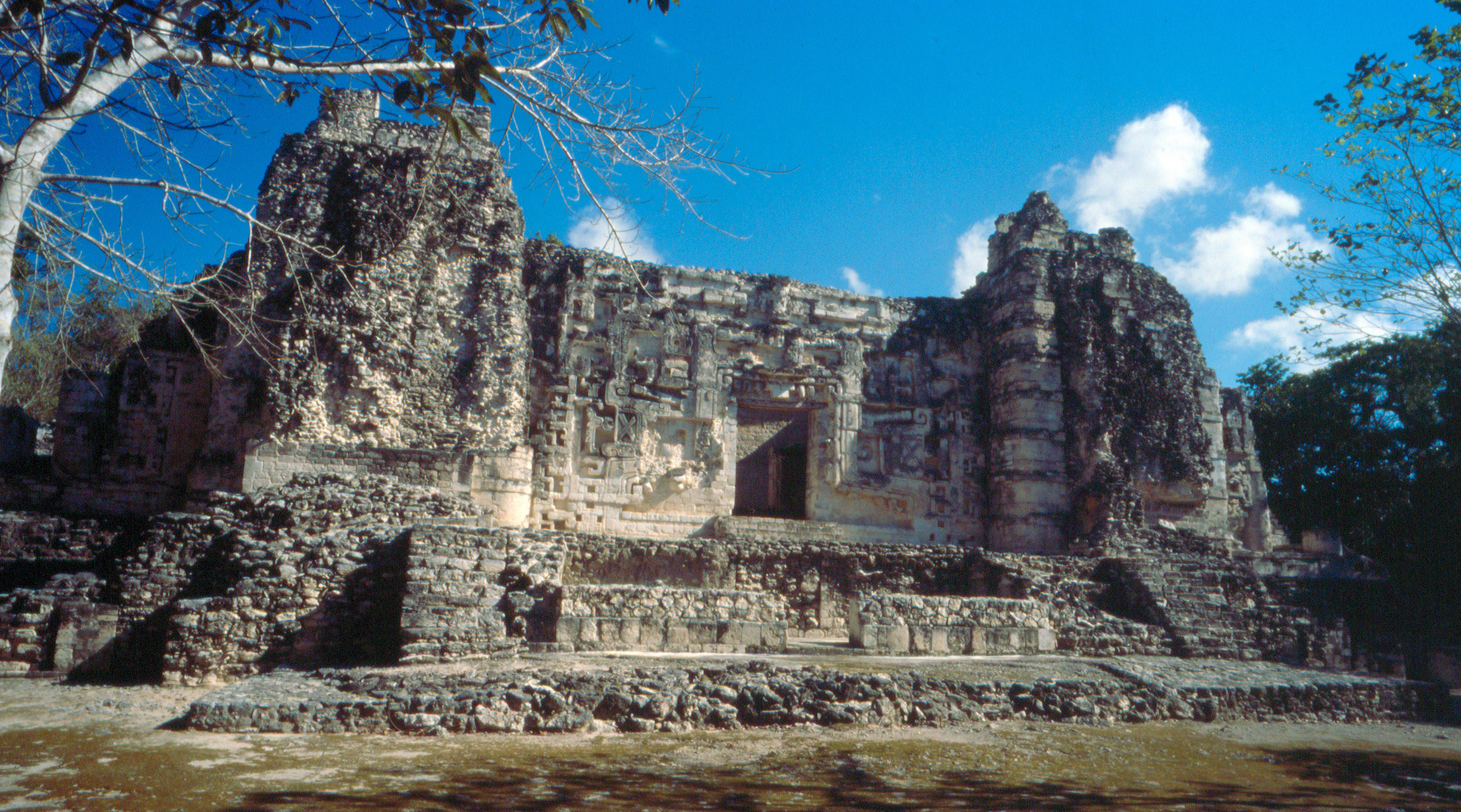
Hauptgebäude Hormiguero II

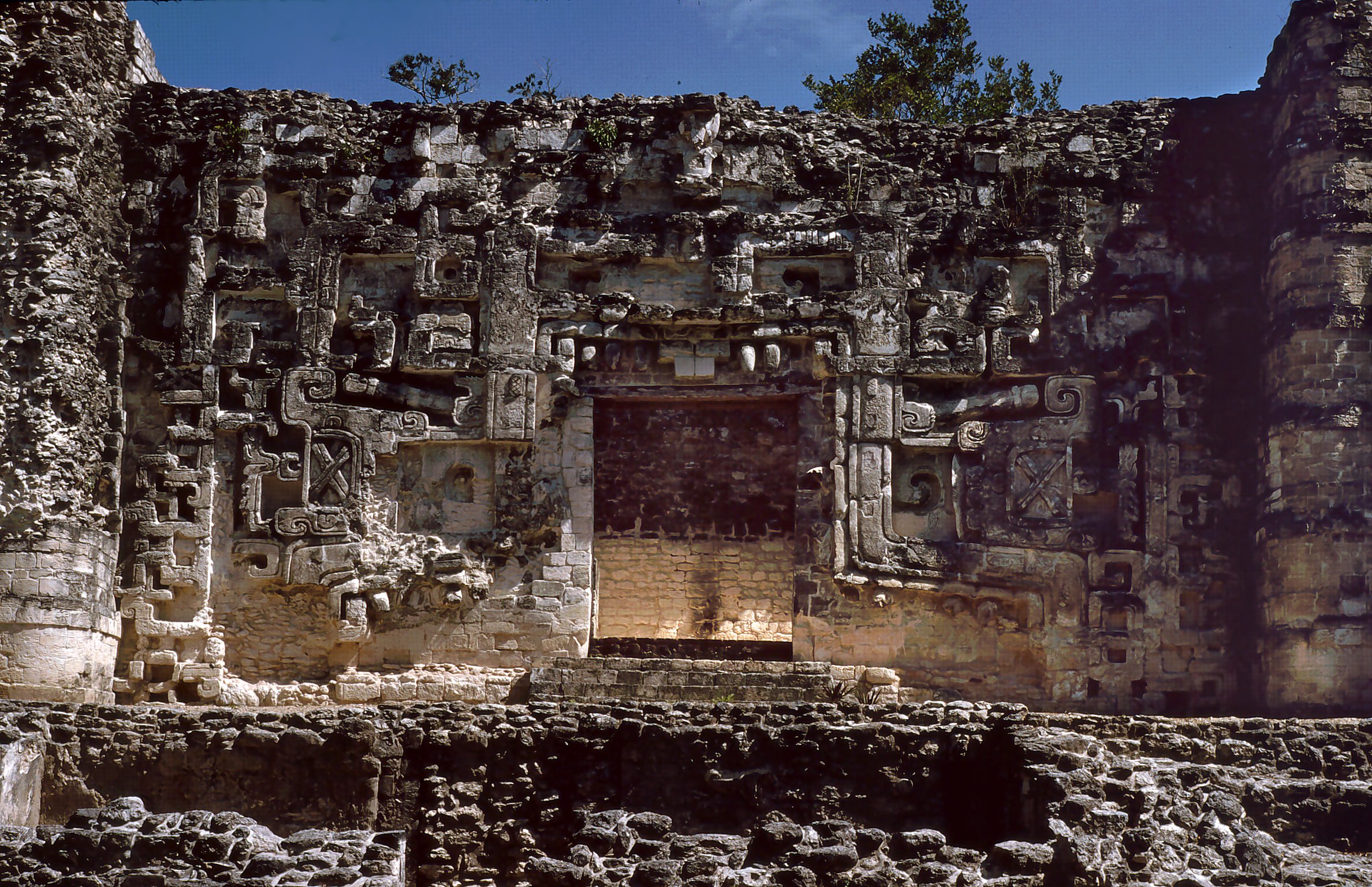
Schlangenmaul-Eingang von Gebäude II

Bedeutendstes Gebäude von Hormiguero ist das sehr gut erhaltene Gebäude II, das die wichtigsten Kennzeichen des Rio-Bec-Stils auf optimale Weise vereint: An beiden Enden der Hauptfassade befinden sich Türme mit steilen, nicht begehbaren Treppen. Unter den Treppen befinden sich enge, überwölbte Durchgänge, die gestuften Türme weisen die charakteristischen abgerundeten Ecken auf und zeigen die hochwertige Steinverarbeitung des Rio-Bec-Stils. An der Spitze der Türme befinden sich kleine Kammern, die Tempelgebäude darstellen sollen (heute sind nur mehr Reste vorhanden). Im Gegensatz zu anderen Bauten des Rio-Bec-Stils besaßen diese Tempelbauten einen wirklichen Innenraum. Zwischen den Türmen liegt der monumentale zentrale Eingang des Gebäudes in Gestalt eines Schlangenmauls, der größte erhaltene derartige Eingang überhaupt. Das stark stilisierte Gesicht des Reptils ist eingerahmt von Kaskaden von Chaac-Masken im Halbprofil. Die Türöffnung liegt mitten im nach oben verzerrten Maul des Tieres. Oberhalb und zu den Seiten der Türöffnung (die von alten Holzbalken getragen wird) sind die gewaltigen Zähne plastisch ausgeführt, die mittleren Zähne sollen zu Schmuckzwecken zugefeilte Zähne abbilden. Die Eingangsplattform vor der Tür repräsentiert die herausgesteckte Zunge. Zu beiden Seiten des unteren Teils der Türöffnung ist das Maul stark verbreitert, auch hier sind die Zähne des Oberkiefers deutlich sichtbar. Über der Türöffnung erkennt man die breiten Nasenlöcher des Reptils, etwas tiefer und weiter seitlich die leicht schräg gestellten Nasenpflöcke mit dem kleinen Knauf am Ende. Die übrige Fassade ist mit Voluten gefüllt. Der plastische Fassadendekor ist in dickem Stuck ausgeführt, wobei die Kanten sehr scharf geschnitten sind und parallel zu ihnen innen eine Konturlinie verläuft. Außerhalb der beiden Treppentürme befinden sich weitere Eingänge in Innenräume, die von flachen Göttermasken flankiert sind. Die Rückseite des Gebäudes ist völlig glatt, weist aber gemauerte Pfeiler auf. Zwei Eingänge führen zu jeweils zwei hintereinanderliegenden Räumen, die den Raum hinter den Türmen einnehmen. Unterhalb der Plattform vor dem Eingang befindet sich zwischen den schmalen Zugangstreppen ein zentraler Raum eines Vorgängerbaues, hinter dem ein weiterer liegt. Beide sind bei der Errichtung der Plattform zugeschüttet worden, wobei die obere Hälfte dieses Vorgängerbaues abgetragen wurde.

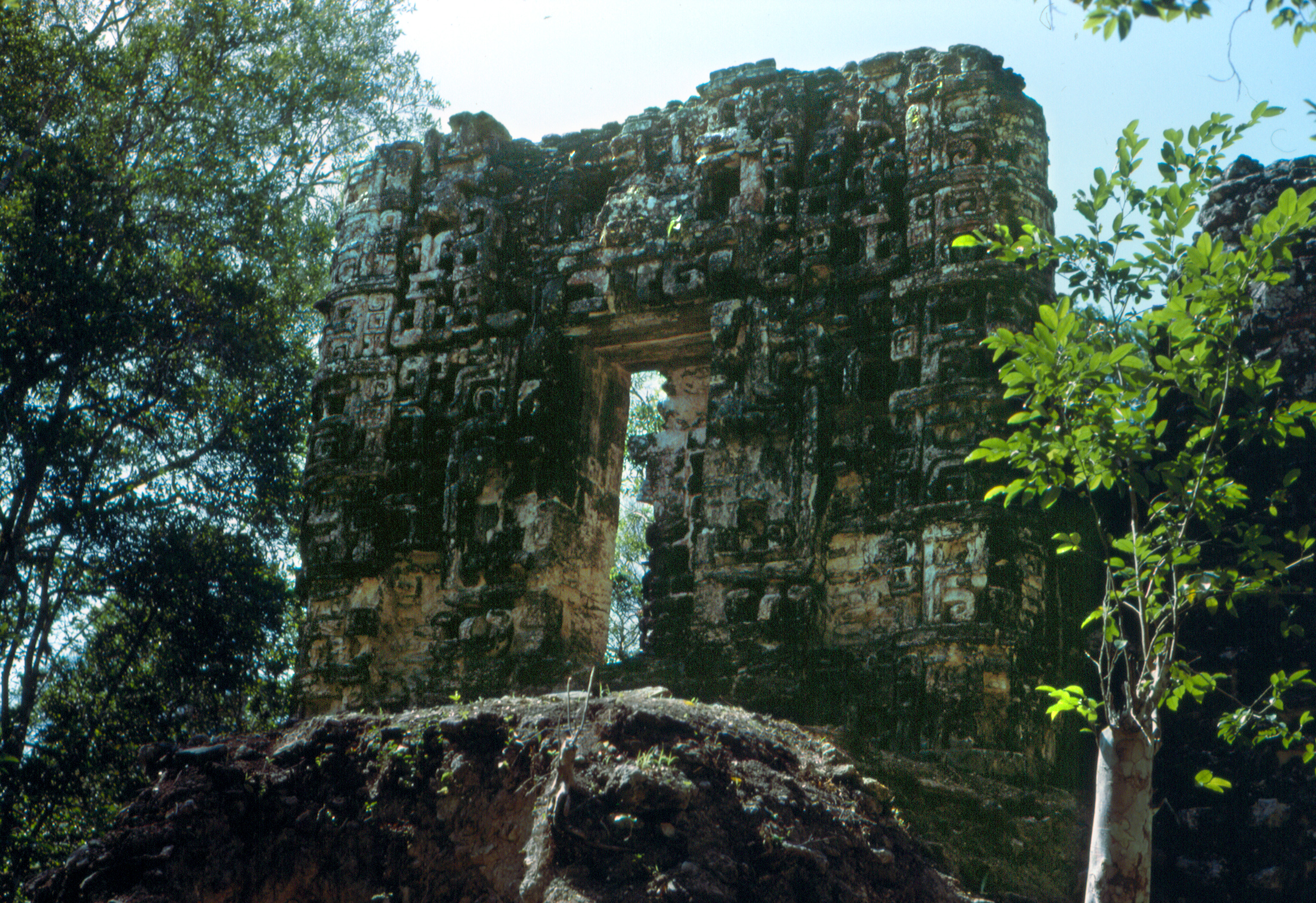
Schlangenmaul-Eingang des Gebäudes V

### Gebäude V
Nördlich des beschriebenen Gebäudes liegt etwas erhöht das zweite Gebäude mit Schlangenmaulfassade, das mit der Nummer V bezeichnet wird. Diese Fassade ist nach Norden gerichtet. Hier ist dasselbe Motiv wie bei Gebäude II auf einer deutlich schmaleren Fassade verteilt, wodurch der seitliche Teil des Schlangenmaul weit weniger ausgedehnt erscheint. Da keine Seitentürme vorhanden sind, gehen die Eckmasken der Maskenkaskade ganz um die Ecke. Auch hier sind die Holzbalken des Türeinganges noch in Funktion erhalten.
Neben dem Gebäude, aber auf dem Niveau des Geländes erstreckt sich nach Osten ein schmales Gebäude, von dem bisher nur die Außenwände freigelegt wurden.
Nordwestlich des Gebäudes V befindet sich ein nicht ausgegrabener, enger Hof, der an allen vier Seiten von völlig zusammengestürzten Bauten eingegrenzt wird.